# Teorema del gradiente
In matematica e fisica, il teorema del gradiente, noto anche come teorema fondamentale del calcolo per integrali di linea, afferma che l'integrale di linea di un campo vettoriale conservativo (che può, cioè, essere espresso come il gradiente di un campo scalare) è calcolabile valutando il campo scalare considerato (noto a meno di una costante) agli estremi della curva su cui è svolta l'integrazione. Si tratta di un caso speciale del più generale teorema di Stokes.
Una conseguenza del teorema è che gli integrali di linea di un campo conservativo sono indipendenti dal percorso. In fisica dei campi questo teorema è uno dei modi comunemente usati per definire i potenziali scalari. Il significato fondamentale, nel caso di campi di forza, è che il lavoro fatto da forze conservative non dipende dal percorso seguito, ma solo dagli estremi, come mostra l'equazione sopra scritta.

## Enunciato
Ricordando che ogni campo vettoriale conservativo può essere espresso come il gradiente di un campo scalare, il teorema del gradiente ha la forma:
{\displaystyle \varphi \left(\mathbf {q} \right)-\varphi \left(\mathbf {p} \right)=\int _{\gamma }\nabla \varphi \cdot d\mathbf {r} }
dove {\displaystyle \gamma } è una curva qualsiasi orientata da {\displaystyle \mathbf {p} } a {\displaystyle \mathbf {q} }. 
Il teorema è una generalizzazione del teorema fondamentale del calcolo a una curva qualsiasi, invece che ad un segmento della retta reale. Per mostrare che si tratta di un caso particolare del teorema di Stokes si considera un campo scalare {\displaystyle \phi } e una curva {\displaystyle \gamma } da {\displaystyle \mathbf {p} } a {\displaystyle \mathbf {q} }. Si ha:
{\displaystyle \int _{\partial \gamma }\varphi =\int _{\gamma }d\varphi }
ma dato che {\displaystyle \partial \gamma } si riduce alla coppia costituita dai due estremi della curva:
{\displaystyle \varphi \left(\mathbf {q} \right)-\varphi \left(\mathbf {p} \right)=\int _{\gamma }d\varphi =\int _{\gamma }\nabla \varphi \cdot d\mathbf {r} }

## Dimostrazione
Sia {\displaystyle \varphi } una funzione differenziabile da un aperto {\displaystyle U\subset \mathbb {R} ^{n}} a valori in {\displaystyle \mathbb {R} }, e sia {\displaystyle \mathbf {r} :[a,b]\to U} una funzione differenziabile {\displaystyle U\subset \mathbb {R} ^{n}}. Allora per la regola della catena la composizione {\displaystyle \varphi \circ \mathbf {r} } è differenziabile su {\displaystyle (a,b)}, e:
{\displaystyle {\frac {d}{dt}}(\varphi \circ \mathbf {r} )(t)=\nabla \varphi (\mathbf {r} (t))\cdot \mathbf {r} '(t)\qquad \forall t\in (a,b)}
Si supponga che il dominio {\displaystyle U} di {\displaystyle \varphi } contenga la curva differenziabile {\displaystyle \gamma } da {\displaystyle \mathbf {p} } a {\displaystyle \mathbf {q} }. Se {\displaystyle \mathbf {r} } parametrizza {\displaystyle \gamma } con variabile {\displaystyle t\in [a,b]} allora per quanto detto sopra:
{\displaystyle {\begin{aligned}\int _{\gamma }\nabla \varphi (\mathbf {u} )\cdot d\mathbf {u} &=\int _{a}^{b}\nabla \varphi (\mathbf {r} (t))\cdot \mathbf {r} '(t)dt\\&=\int _{a}^{b}{\frac {d}{dt}}\varphi (\mathbf {r} (t))dt=\varphi (\mathbf {r} (b))-\varphi (\mathbf {r} (a))=\varphi \left(\mathbf {q} \right)-\varphi \left(\mathbf {p} \right)\end{aligned}}}
dove nella prima uguaglianza si è usata la definizione di integrale di linea e nella seconda il teorema fondamentale del calcolo.

## Generalizzazione
Molti teoremi del calcolo vettoriale possono essere generalizzati, in maniera elegante, tramite l'utilizzo dell'integrazione di forme differenziali su varietà differenziabili. In tale contesto il teorema del gradiente afferma che:
{\displaystyle \int _{\partial \gamma }\phi =\int _{\gamma }\mathrm {d} \phi }
per ogni 0-forma {\displaystyle \phi } definita su una qualche curva differenziabile {\displaystyle \gamma \subset \mathbb {R} ^{n}}. Il teorema di Stokes afferma in modo più generale che l'integrale di ogni forma differenziale a supporto compatto {\displaystyle \omega } sulla frontiera di una varietà orientata {\displaystyle \Omega } è pari all'integrale della sua derivata esterna {\displaystyle d\omega } valutato su tutta {\displaystyle \Omega }:
{\displaystyle \int _{\partial \Omega }\omega =\int _{\Omega }\mathrm {d} \omega }
Il teorema del gradiente è la versione del teorema di Stokes con 1-forme differenziali definite su una varietà di dimensione 1.
L'enunciato opposto afferma che data una forma differenziale {\displaystyle \omega } definita su un dominio contraibile, se l'integrale di {\displaystyle \omega } su ogni varietà chiusa sia nullo allora esiste una forma {\displaystyle \psi } tale che {\displaystyle \omega =d\psi }. Su un dominio contraibile ogni forma chiusa è esatta, e tale risultato è riassunto dal lemma di Poincaré.